# Місто під липами
«Місто під липами» (латис. «Pilsēta zem liepām») — латвійський радянський художній фільм про один з епізодів Німецько-радянської війни режисера  Алоїза Бренча, знятий на  Ризькій кіностудії у 1971 році.

## Сюжет
У перші дні війни з оточеної фашистами Лієпаї, після розпочатої спроби оборони міста, з боями виходять частини Червоної Армії, флотські екіпажі і робочі загони.
У доктора Балодіса два сина — Яніс і Артур. Один керує загоном робітничої дружини, а другий допомагає німецьким військам.
Командир роти Борис Попов, одружився напередодні війни. Його дружина — військовий медик гине при відступі, в перестрілці з німецьким загоном.

## У ролях
- Віталій Коняєв —  Яніс Балодіс
- Леонід Неведомський —  Костя Фролов
- В'ячеслав Шалевич —  Борис Попов
- Інгріда Андріня —  Айна
- Олександр Афанасьєв —  капітан Рижухін
- Микола Бармін —  командир
- Людмила Безугла —  Клавдія
- Ігор Боголюбов —  Рябінін
- Паул Буткевич —  Імант
- Любов Віролайнен —  Марта
- Олександр Гай —  Бобров
- Улдіс Думпіс —  Грінс
- Афанасій Кочетков —  Томілов
- Степан Крилов —  генерал Дебельцев
- Микола Крюков —  Мєшков
- Олег Мокшанцев —  Дьяков
- Едуард Павулс —  Бунка
- Аркадій Толбузін —  Чижов
- Бруно Фрейндліх —  доктор Балодіс
- Георгій Шевцов —  Афонін, капітан-лейтенант
- Гірт Яковлєв —  Артур Балодіс

## Знімальна група
- Режисер: Алоїз Бренч
- Автор сценарію:  Сергій Смирнов
- Оператор: Генріх Піліпсон
- Художник: Герберт Лікумс
- Композитор:  Веніамін Баснер